# مایلن
برای شهری به این نام به مایلن، سوئیس نگاه کنید.
مایلن (به انگلیسی: Mylan) شرکت دارویی آمریکایی است که در سال ۱۹۶۱ در وایت سالفر اسپرینگز، ویرجینیای غربی تأسیس شد.